# Duttaphrynus brevirostris
Duttaphrynus brevirostris — вид жаб родини ропухових (Bufonidae).

## Поширення
Ендемік Індії. Тривалий час був відомий лише з типового зразка, що був зібраний у 1937 році у селищі Кемфолі в окрузі Хасан в штаті Майсур у центральних Західних Гатах на висоті від 200 до 300 м над рівнем моря. У 2013 році вид знову виявили у типовому місцезнаходженні, а також в сусідніх округах Удіпі і Кодагу.